# Лепта вдовицы

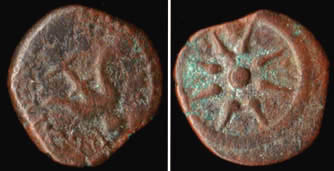
Бронзовая мит, также известная как лепта (тонкая, маленькая), введённая в оборот иудейским царём Александром Яннаем, 103—76 год до н. э.. На лицевой стороне: цветущий лотосовый скипетр Древнего Египта заключённый в круг; на оборотной стороне: восьмиконечная звезда

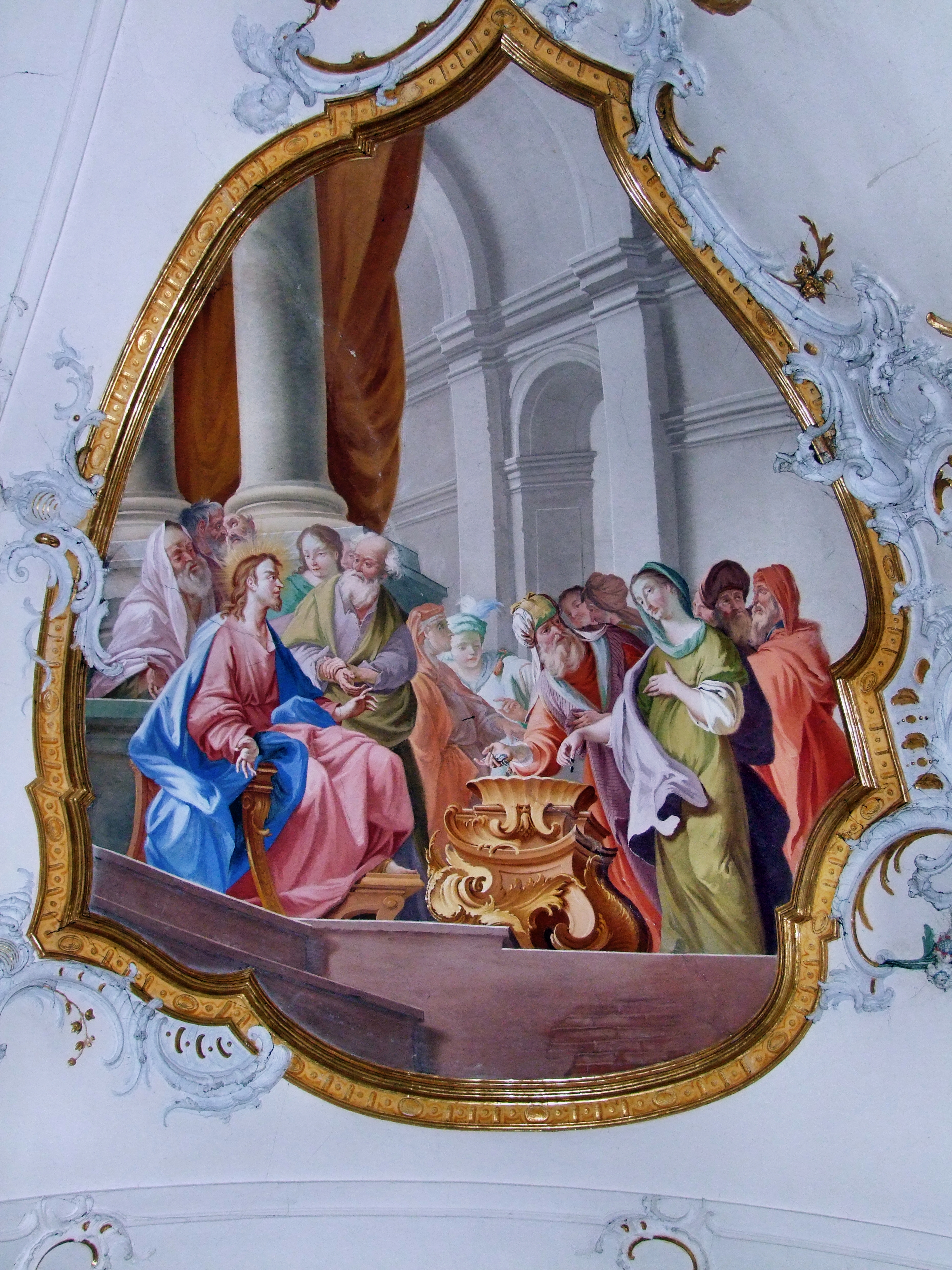
Барочная фреска с сюжетом в базилике Оттобойрена

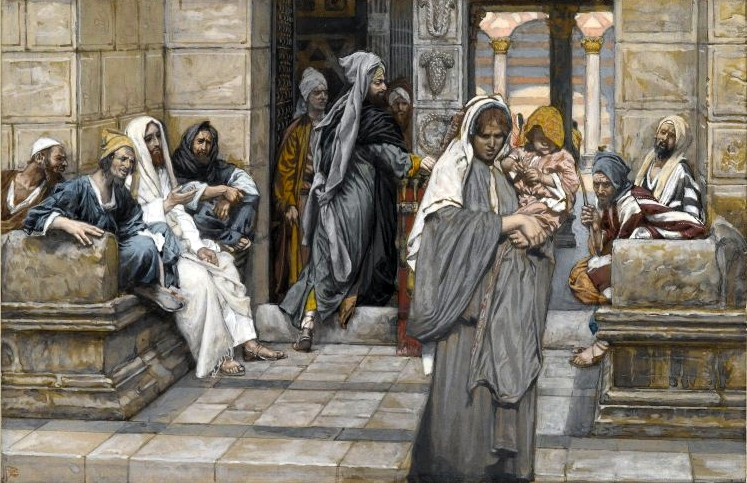
Картина Джеймса Тиссо

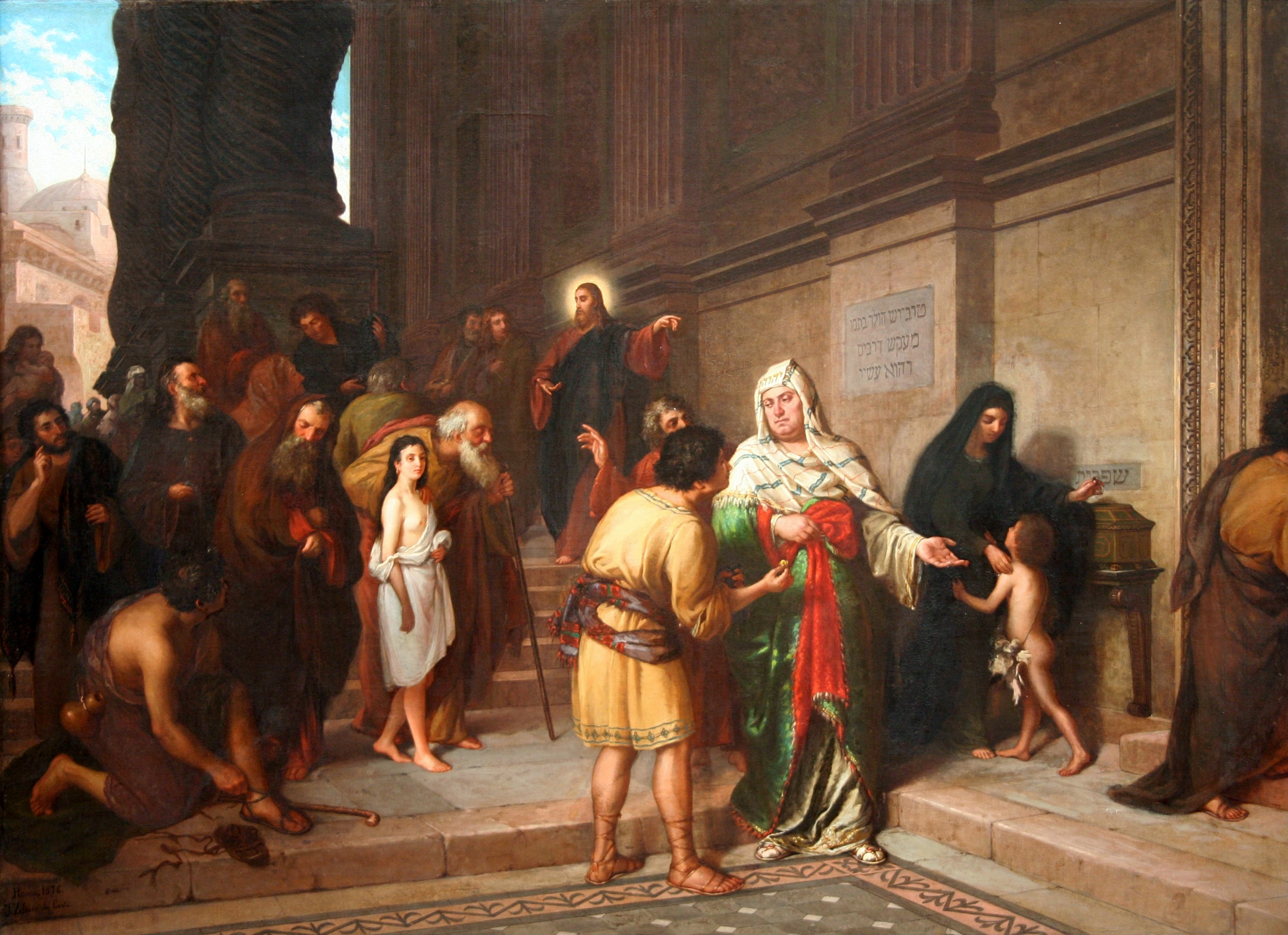
Картина Жуау Зеферину да Кошты

Ле́пта вдови́цы (лепта бедной вдовы) — выражение, означающее: жертва количественно малая, но большая по своей духовной (внутренней) ценности. Возникло из Библии: в рассказе о пожертвованиях в сокровищницу Иерусалимского храма щедрые взносы богатых, жертвоваших от избытка, противопоставлены скромному приношению бедной вдовы, пожертвовавшей всё, что она имела — две лепты (как назывались мелкие разменные монеты в грекоязычном мире).

## Евангельская история
И сел Иисус против сокровищницы и смотрел, как народ кладёт деньги в сокровищницу. Многие богатые клали много. Придя же, одна бедная вдова положила две лепты, что составляет кодрант. Подозвав учеников Своих, Иисус сказал им: истинно говорю вам, что эта бедная вдова положила больше всех, клавших в сокровищницу, ибо все клали от избытка своего, а она от скудости своей положила всё, что имела, всё пропитание своё.
— Мк. 12:41—44

Взглянув же, Он увидел богатых, клавших дары свои в сокровищницу; увидел также и бедную вдову, положившую туда две лепты, и сказал: истинно говорю вам, что эта бедная вдова больше всех положила; ибо все те от избытка своего положили в дар Богу, а она от скудости своей положила все пропитание своё, какое имела.
— Лк. 21:1—4

## В культуре
У русской поэтессы конца XIX века Ольги Чюминой есть стих под названием «Лепта вдовицы».
Библейская история послужила сюжетом картин Жуау Зеферину да Кошты «Обол (лепта) вдовы» (1876), Джеймса Тиссо «Лепта вдовицы» (между 1886 и 1894); фреска Лудовико Мацолино «Моисей и скрижали закона» (1525—1530) также содержит элемент с сюжетом о вдовьей лепте.

## Примеры цитирования
Вдовицы бедный лепт и дань сибирских руд

Равно священны пред тобою.
— А. С. Пушкин, Н.С. Мордвинову

Пожертвования неисчислимы… тут и миллион богача и копейка нищего, и лепта вдовицы.
— П. А. Вяземский,
 «Письма русского ветерана. Полное собрание сочинений, т. VI, СПб., 1881, с. 433-434»